# Analiza elementarna

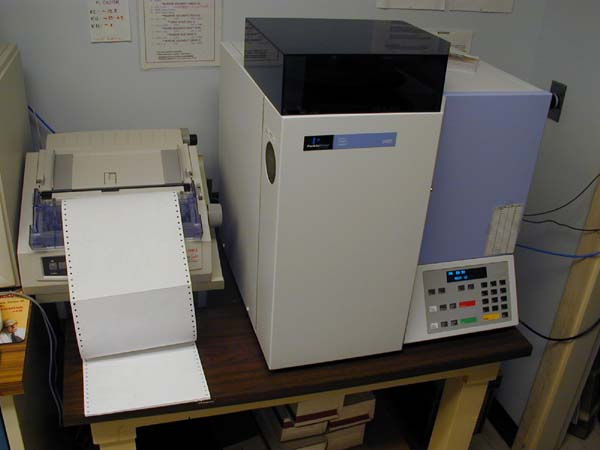
Typowy analizator CHN

Analiza elementarna - technika analityczna stosowana w chemii do ustalania składu pierwiastkowego związków chemicznych i ich mieszanin. 
W ramach analizy elementarnej ustala się jakie i ile procent masowo pierwiastków chemicznych wchodzi w skład badanej substancji. Gdy znana jest ogólna masa cząsteczkowa badanego związku, wyniki z analizy elementarnej umożliwiają ustalenie jego dokładnego wzoru sumarycznego. Analiza elementarna nie daje natomiast możliwości ustalenia struktury - czyli sposobu w jaki atomy są wzajemnie połączone wiązaniami chemicznymi.

## Metody

### Spalanie analityczne CHN
W stosunku do związków organicznych najczęściej stosowaną metodą analizy elementarnej jest kontrolowane, pełne spalanie i pomiar powstających ilości odpowiednich tlenków. Pierwotnie metoda ta została wynaleziona przez Josepha Louis Gay-Lussaca. Justus von Liebig nauczył się tej metody pracując u Gay-Lussaca w latach 1822–1824 a następnie usprawnił ją, tak że dawała powtarzalne i wiarygodne wyniki, dzięki czemu stała się ona standardową metodą analityczną w chemii organicznej.
W czasach Liebiega metoda ta wymagała wykonania kilku spalań, po jednym dla każdego pierwiastka występującego w analizowanym związku chemicznych. Współcześnie spalanie to przeprowadza się zwykle bez dostępu powietrza w obecności tlenku miedzi jako zarazem źródła tlenu i katalizatora w specjalnych urządzeniach zwanych analizatorami CHN. Nazwa pochodzi od tego, że standardowo metodą tą oznacza się węgiel (C), wodór (H) i azot (N) - przy pomocy jednorazowego spalenia analizowanej próbki. Analizatory CHN umożliwiają także wyznaczanie ilości siarki i fosforu, ale wymaga to zwykle przeprowadzenia w innych warunkach kolejnego spalania.
W analizatorach CHN po spaleniu związku, gazy kierowane są do analizatora, którym jest zwykle uproszczona wersja chromatografu gazowego, na którego kolumnie następuje rozdział i pomiar ulatniających się gazów: pary wodnej, dwutlenku węgla i tlenków azotu. We współczesnych analizatorach CHN wystarcza próbka rzędu 3 mg analizowanej substancji.

### Inne metody
Do wyznaczenia ilości innych pierwiastków trzeba stosować innego rodzaju procedurę spalania. Np: wyznaczanie ilości krzemu w związkach krzemoorganicznych polega na gotowaniu analizowanej substancji z kwasem siarkowym, a następnie odparowaniu wszystkich produktów gazowych. W rezultacie tego procesu, część organiczna związku rozkłada się z wydzieleniem odpowiednich tlenków, zaś krzem zamienia się w stałą krzemionkę.
Bardziej złożone metody to m.in.:
- spektrometria mas - z zastosowaniem nieinwazyjnych technik jonizacji np. MALDI
- spektroskopia absorpcji atomowej
- rentgenografia strukturalna - która jednak od razu daje pełną strukturę analizowanego związku

i kilka innych.